# Филан, Терри
Теренс Филан (англ. Terrence "Terry" Phelan, род. 16 марта 1967, Манчестер, Ланкашир) — ирландский профессиональный футболист. Участник чемпионата мира по футболу 1994 года.

## Биография
В 1992 году был удостоен звания «Лучший молодой игрок года FAI».

## Достижения
Уимблдон
- Обладатель Кубка Англии: 1988

Фулхэм
- Победитель первого дивизиона Футбольной лиги: 2000–2001

Чарлстон Бэттери
- Победитель первого дивизиона Объединённой лиги соккера: 2003
- Победитель Южного дерби: 2003, 2005